# Governo Vučić I
Il Governo Vučić I è stato il Dodicesimo governo della Serbia,per un totale di 2 anni 3 mesi e 16 giorni dal 27 Aprile 2014 al 11 Agosto 2016 la sua formazione avviene in seguito all'elezioni parlamentari del 2014.

## Composizione
| Carica                                                                | Titolare | Titolare | Titolare                                  | Partito politico | Partito politico |
| --------------------------------------------------------------------- | -------- | -------- | ----------------------------------------- | ---------------- | ---------------- |
| Primo ministro                                                        |          |          | Aleksandar Vučić                          | PPS              |                  |
| Vice Primo ministro Ministro degli affari esteri                      |          |          | Ivica Dačić                               | PS               |                  |
| Ministro Edilizia, Trasporti e Infrastrutture                         |          |          | Zorana Mihajlović                         | PPS              |                  |
| Ministro del Commercio,Turismo e Telecomunicazioni                    |          |          | Rasim Ljajic                              | PSP              |                  |
| Ministero della Pubblica Amministrazione e Autonomie Locali           |          |          | Kori Udovicki                             | Indipendente     |                  |
| Ministro delle finanze                                                |          |          | Lazar Krstic (Fino al 15 Luglio 2014)     | Indipendente     |                  |
| Ministro delle finanze                                                |          |          | Dušan Vujović (Dal 15 Luglio 2014)        | Indipendente     |                  |
| Ministro dell'economia                                                |          |          | Dušan Vujović (Fino al 3 Settembre 2014)  | Indipendente     |                  |
| Ministro dell'economia                                                |          |          | Željko Sertic (Dal 3 Settembre 2014)      | Indipendente     |                  |
| Ministro degli interni                                                |          |          | Nebojša Stefanović                        | PPS              |                  |
| Ministro dell'Agricoltura, silvicoltura e della Protezione Ambientale |          |          | Snežana Bogosavljević Bošković            | PS               |                  |
| Ministro delle miniere e dell'Energia                                 |          |          | Aleksandar Antić                          | PS               |                  |
| Ministero della Giustizia                                             |          |          | Nela Kuburovic                            | PPS              |                  |
| Ministro della Difesa                                                 |          |          | Bratislav Gasić (Fino al 5 Febbraio 2016) | PPS              |                  |
| Ministro della Difesa                                                 |          |          | Zoran Đorđević (Dal 5 Febbraio 2016)      | PPS              |                  |
| Ministro dell'istruzione, scienza                                     |          |          | Srđan Verbić                              | NI               |                  |
| Ministro della Salute                                                 |          |          | Zlatibor Lončar                           | PPS              |                  |
| Ministero del Lavoro,dell'occupazione, e delle politiche sociali      |          |          | Aleksandar Vulin                          | MDS              |                  |
| Ministro dello Sport e della gioventù                                 |          |          | Vanja Udovičić                            | PPS              |                  |
| Ministero della Cultura e dell'informazione                           |          |          | Ivan Tasovac                              | NI               |                  |
| Ministro dell'integrazione europea                                    |          |          | Jadranka Joksimovic                       | PPS              |                  |
| Ministro delle situazioni di emergenza                                |          |          | Velimir Ilić                              | Nuova Serbia     |                  |

## Situazione parlamentare
| Camera              | Collocazione     | Partiti                                  | Seggi     |
| ------------------- | ---------------- | ---------------------------------------- | --------- |
| Assemblea Nazionale | Maggioranza      | Il futuro in cui crediamo (158),PS (44)  | 202 / 250 |
| Assemblea Nazionale | Appoggio esterno | NDS-Z - LSV - ZZS-UDUV (18),VMSZ/SVM (6) | 24 / 250  |
| Assemblea Nazionale | Opposizione      | PD (19),PADS (3),PAD (2)                 | 24 / 250  |